# کرینت (میسیسیپی)
کرینت (به انگلیسی: Corinth) شهری در ایالت میسیسیپی کشور ایالات متحده آمریکا است که جمعیت آن در سرشماری سال ۲۰۱۰ میلادی، ۱۴٬۵۷۳
نفر بوده‌است.